# Markus Palttala

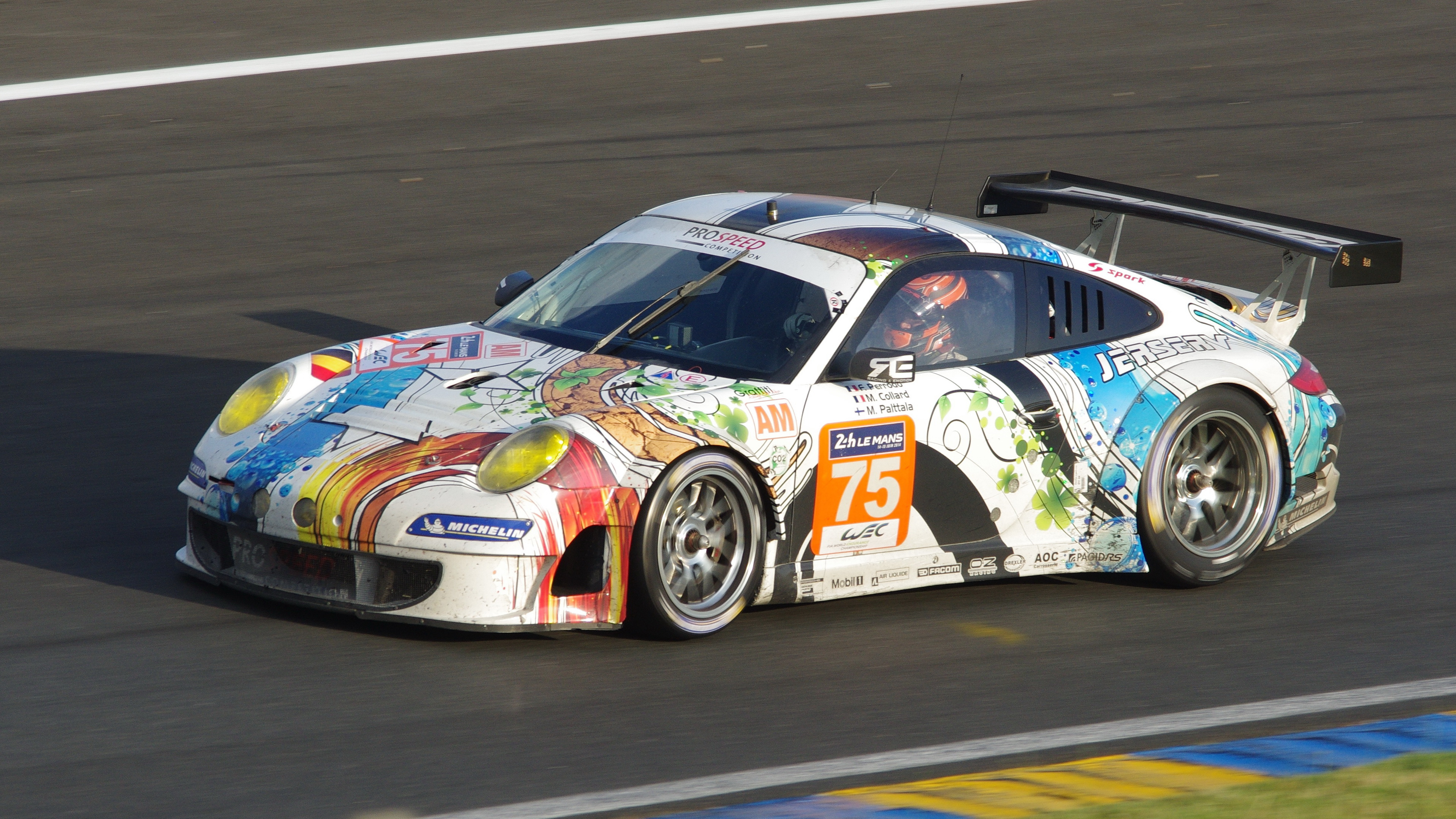
Der Porsche 997 GT3-RSR von François Perrodo, Emmanuel Collard und Markus Palttala in den Abendstunden des 24-Stunden-Rennens von Le Mans 2014

Markus Eero Johannes Palttala (* 16. August 1977 in Nakkila) ist ein finnischer Autorennfahrer.

## Karriere als Rennfahrer
Markus Palttala begann seine Karriere im Alter von 16 Jahren im Kartsport. Bis 1998 beteiligte er sich an diversen nationalen Meisterschaften und wechselte noch im selben Jahr in die finnische Tourenwagen-Meisterschaft. In den folgenden Jahren fuhr Palttala in den unterschiedlichsten internationalen Rennserien. Seine größten Meisterschaftserfolge waren die zweiten Gesamtränge in der Blancpain Endurance Series 2011 und 2012. 2016 gewann er die Gesamtwertung der Renault Sport Trophy.
Bis zum Ablauf der Saison 2016 bestritt Palttala 187 GT- und Sportwagenrennen, darunter dreimal das 24-Stunden-Rennen von Le Mans und viermal das 12-Stunden-Rennen von Sebring. Er feierte dabei sieben Gesamt- und acht Klassensiege.

## Statistik

### Le-Mans-Ergebnisse
| Jahr | Team                 | Fahrzeug            | Teamkollege      | Teamkollege      | Platzierung | Ausfallgrund |
| ---- | -------------------- | ------------------- | ---------------- | ---------------- | ----------- | ------------ |
| 2010 | Marc VDS Racing Team | Ford GT1            | Eric de Doncker  | Bas Leinders     | Ausfall     | Defekt       |
| 2012 | JWA-Avila            | Porsche 997 GT3-RSR | Paul Daniels     | Joël Camathias   | Rang 33     |              |
| 2014 | Prospeed Competition | Porsche 997 GT3-RSR | François Perrodo | Emmanuel Collard | Ausfall     | Aufhängung   |

### Sebring-Ergebnisse
| Jahr | Team              | Fahrzeug            | Teamkollege     | Teamkollege      | Teamkollege  | Platzierung | Ausfallgrund |
| ---- | ----------------- | ------------------- | --------------- | ---------------- | ------------ | ----------- | ------------ |
| 2012 | JWA-Avila         | Porsche 997 GT3 RSR | Joël Camathias  | William Binnie   |              | Rang 49     |              |
| 2014 | Turner Motorsport | BMW Z4 GT3          | Paul Dalla Lana | Dane Cameron     | Shane Lewis  | Rang 32     |              |
| 2015 | Turner Motorsport | BMW Z4 GTE          | Boris Said III  | Michael Marsal   | Andy Priaulx | Rang 25     |              |
| 2016 | Turner Motorsport | BMW M6 GT3          | Jesse Krohn     | Michael Marsal   |              | Rang 27     |              |
| 2018 | Turner Motorsport | BMW M6 GT3          | Don Yount       | Dillon Machavern |              | Rang 27     |              |